# 웨일스 장궁

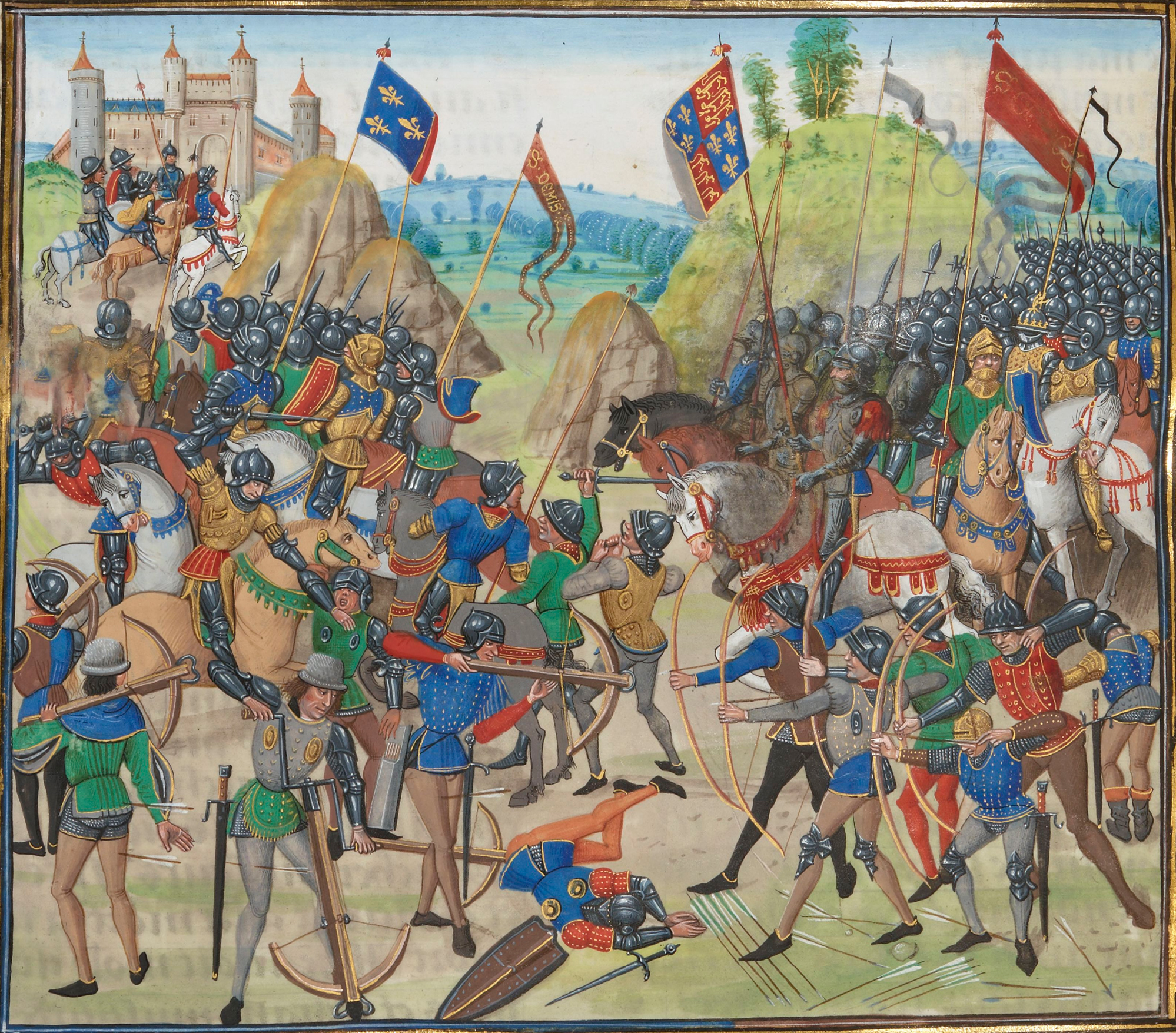
크레시 전투.

웨일스 장궁(웨일스어: bwa hir Cymreig 부아 히르 컴레이그, 영어: Welsh longbow 웰시 롱보우[*])은 강력한 중세 장궁으로, 크기 약 6 피트(1.8 미터)에 웨일스인과 잉글랜드인들이 수렵 및 전쟁 때 무기로 사용했다. 잉글랜드의 장궁 사용은 특히 백년전쟁 때 프랑스를 상대로 빛을 발했으며, 슬로이스 해전, 크레시 전투, 푸아티에 전투, 그리고 가장 유명한 아쟁쿠르 전투에서 장궁병의 활약으로 잉글랜드는 승리를 거두었다. 그러나 그 이후로 장궁병은 사양세로 접어들었으며, 베르뇌이 전투에서 장궁병 대열이 붕괴한 것을 시작으로 파테 전투에서 방어 태세를 갖추기 전에 기병대의 돌격을 받은 잉글랜드 장궁병단은 완전히 궤멸되었다. 영국에서 사용된 장궁을 웨일스 장궁이라거나 잉글랜드 장궁이라고 부르긴 하지만, 이는 실상 이름뿐인 구분이고 북유럽과 서유럽 전역에서는 거의 동일한 활들이 사용되었다.
가장 오래된 영국 장궁 유물은 서머싯 주에서 발견된 기원전 2665년경의 물건이 있으나, 장궁이 대활약한 중세 성기(기원후 1250년경 ~ 1450년경)의 장궁 유물은 남아있는 것이 없다. 문예부흥기의 장궁은 130개 이상이 남아 있으며, 1545년 포츠머스 앞바다에서 침몰한 헨리 8세의 배 메리 로즈 호에서 장궁 137개와 화살 3,500개가 인양된 바 있다.

## 같이 보기
- 궁술